# Émilienne Moreau-Évrard

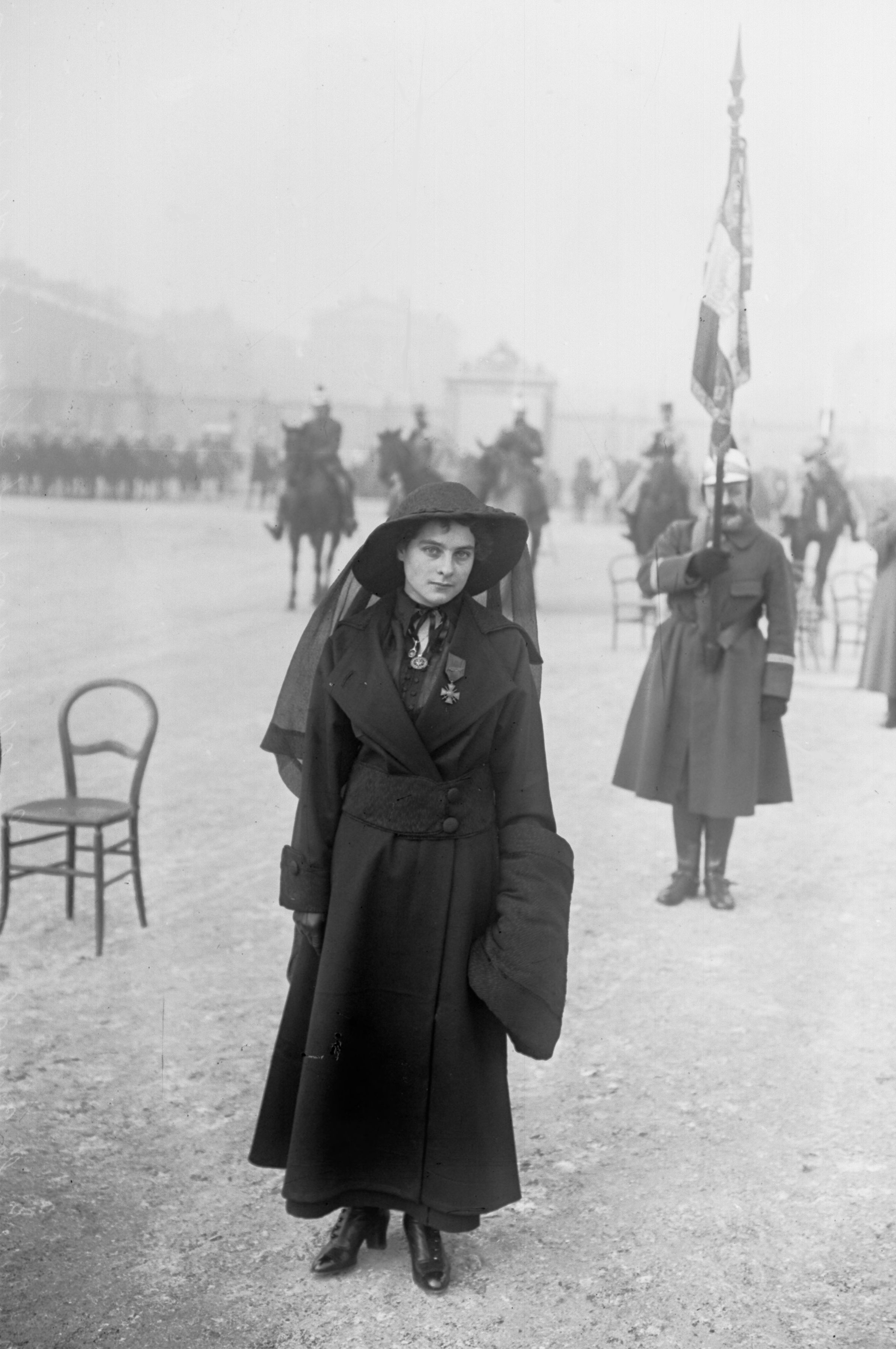
Émilienne Moreau con la Cruz de guerra en Versalles a 27 de noviembre de 1915

Émilienne Moreau-Evrard (4 de junio de 1898 - 5 de enero de 1971) fue una heroína francesa de la Primera Guerra Mundial, un miembro femenino de alto rango de la red de Resistencia "Brutus" durante la Segunda Guerra Mundial y, más tarde, miembro de la Asamblea Consultiva Provisional . Además, es una de las seis únicas mujeres beneficiarias de la Orden de la Liberación .
Émilienne Moreau nació el 4 de junio de 1898 en Wingles, en el departamento Pas-de-Calais .
Poco antes de que los alemanes invadieran Francia en agosto de 1914, su padre Henri, un capataz de una mina de carbón recientemente jubilado, abrió una tienda de comestibles en Loos, cerca de Lens . En este tiempo Émilienne, que entonces tenía 16 años, cursaba magisterio para poder volverse maestra en un futuro cercano,

## Primera Guerra Mundial
Émilienne Moreau fue testigo de la invasión alemana y la posterior toma de Loos. Aunque los franceses intentaron recuperar la ciudad, se dieron por vencidos en octubre de 1914. Después de que los alemanes arrestaran a su padre por violar su estricto toque de queda, Émilienne logró liberarlo, pero este murió en diciembre. 
En febrero del 1915 creó una escuela improvisada para los niños de la zona en una casa abandonada, llevando a cabo su sueño de ser profesora.
El 25 de septiembre de 1915, soldados escoceses de la Guardia Negra contraatacaron su aldea. Émilienne, con sólo 17 años, se reunió con ellos para dar a los soldados la ubicación precisa de la posición de los alemanes en un pequeño e inexpugnable fuerte.  Gracias a esta información los soldados escoceses pudieron evitar el fuerte en sus rutas, lo que redujo la efectividad alemana en esta zona del campo de batalla y sólo provocó unas pocas bajas. A raíz de este ataque, Émilienne organizó un puesto de primeros auxilios en su casa, con la ayuda de un médico escocés, para atender a los heridos, siendo este de vital importancia en el que se convertiría su activismo medicinal.. 
Cuando los alemanes intentaban recuperar el pueblo, Émilienne salvó a un soldado británico que estaba ardiendo en un incendio. Ayudándose mutuamente, unos soldados británicos heridos y ella tiraron granadas al sótano de una casa vecina y mataron a los soldados alemanes que se escondían allí. Más tarde disparó también a dos soldados alemanes.  Tras todo, el pueblo quedó bajo el control exclusivo de los aliados .
Tras seguir a su pueblo en su evacuación, fue condecorada con la Cruz de Guerra, reconocimiento del ejército, otorgada directamente por el mariscal Ferdinand Foch, así como con la Cruz del Combatiente, otorgada por el ejército francés.
También fue reconocida por el Ejército británico, que le otorgó la Medalla Militar, la Real Cruz Roja (primera clase) y la Venerable Orden de San Juan . Nótese que la Venerable Orden de San Juan raramente ha sido otorgada a una mujer.
Émilienne fue también invitada personalmente a reunirse con el presidente de la República Francesa, Raymond Poincaré, así como con el rey del Reino Unido, el rey Jorge V.
El periódico francés Le Petit Parisien escribió sobre sus hazañas con todo detalle, lo que la convirtió en una heroína nacional. El ejército y la prensa utilizaron su imagen, junto con descripciones que la comparaban con Juana de Arco, heroína de la nación, para mejorar la moral tanto de los civiles como de los soldados. 
Una película australiana titulada Juana de Arco de Loos (1916) también contó sus logros, pero recibió muchas críticas por su uso en el título de un nombre tan venerado como el de Juana de Arco, puesto que llevaba al extremo la comparación con la heroína francesa.
Tras graduarse, acabó con un puesto de profesora en una escuela de niños en París .
Terminada la guerra, regresó a Pas-de-Calais, en el norte de Francia, donde se casó con el activista socialista Just Evrard en 1932. En 1934 fue nombrada Secretaria General del Movimiento Socialista de Mujeres en Pas-de-Calais.
Cuando se declaró la Segunda Guerra Mundial, Émilienne vivía con su marido, Just Evrard, y sus dos hijos, Raoul y Roger, en la comuna francesa de Lens . Tuvieron que huir de la zona de guerra, como muchos otros en el norte de Francia, pero después del armisticio francés volvieron a Lens.
Émilienne, famosa por sus anteriores acciones militares durante la Primera Guerra Mundial fue puesta bajo arresto domiciliario en Lillers . Aún así, se le permitió regresar a su casa en Lens, donde distribuyó folletos de propaganda contra el mariscal Philippe Pétain y su capitulación . También se puso en contacto con el Servicio de Inteligencia británico para proporcionarles información crucial. A finales de 1940, Emillienne y su marido habían una sección secreta dentro del partido socialista en Lens.
En estos momentos Émilienne Moreau es conocida en la resistencia francesa con dos nombres: “Jeanne Poirier” y “Émilienne la Blonde” (Émillienne la Rubia). Fue la encargada de vincular a “Brutus” en Suiza con el Comité d'action socialiste francés, conocido como CAS (en español : Comité de Acción Socialista), combinándolo con misiones específicas en París.
Posteriormente se unió al movimiento de resistencia francés “France au Combat” (en español: “Francia al combate”), fundado en 1943 por André Boyer. Mientras estuvo allí trabajó con otros famosos miembros de la resistencia, como Augustin Laurent, André Le Troquer y Pierre Lambert .
En marzo de 1944, en Lyon casi fue detenida tras el caso del «85 de la Avenida de Sajonia» . En esto, diecisiete de sus amigos de la red de resistencia fueron arrestados por la Gestapo . Dos meses después, mientras todavía estaba en Lyon, escapó nuevamente de otra serie de redadas llevadas a cabo por la misma entidad, la Gestapo. En una de estas redadas, los soldados nazis la esperaron cerca de su casa, y al verla dispararon en su dirección. Aún así fallaron, y ella escapó rápidamente utilizando un sótano del vecindario.
En los intentos de los alemanes por capturar a Émilienne, ella trató en repetidas ocasiones escapar a Inglaterra, teniendo éxito el 7 de agosto de 1944. Con todo, tuvo que regresar a Francia poco después, en septiembre de 1944, para formar parte de la Assemblée consultative provisoire (en español: Asamblea Consultiva Provisional), donde encarnó el estilo femenino francés.
Émilienne fue agalardonada por su obra en la resistencia francesa con la rara Orden del Compañero de la Liberación, también conocida como Orden de la Liberación, que es la segunda en rango francesa después de la Legión de Honor . Todo esto en agosto de 1945 por la mano del general Charles de Gaulle, en Béthune . Ella fue una de las seis únicas mujeres que recibieron el premio, y una de las dos únicas mujeres que lo recibieron estando aún viva.
Después de que terminase la Segunda Guerra Mundial, Émilienne metió en política, volviéndose miembro del Partido Socialista Francés .
Murió el 5 de enero de 1971, a la edad de 72 años, y fue enterrada en Lens, Francia.

## Honores
- Oficial de la Legión de Honor
- Compagnon de la Libération  (en español: Compañero de la Liberación) - proyecto de ley del 11 de agosto de 1945
- Cruz de guerra 1939-1945
- Croix de guerre 1914-1918 con una palma
- Cruz del combatiente
- Cruz del combatiente voluntario de la Resistencia
- Medalla militar
- Cruz Roja Real
- Venerable Orden de San Juan